# 山城達樹
山城 達樹（やましろ たつき、1969年11月5日 - 1996年8月24日　26歳没）は沖縄県出身のお笑い芸人、FECオフィス創設者。父は小説家の山城達雄、弟はFECオフィス社長の山城智二、妹は現代美術家の山城知佳子。

## 来歴
1989年、沖縄大学にて「自由で楽しい学園生活」をモットーとするサークル「FEC」を立ち上げる。当初はビーチパーティーや遠足を企画するイベントサークルであったが、学内でお笑いライブを企画したことをきっかけに活動内容をお笑いに絞っていった。
1990年に幼なじみの渡久地政作（元・那覇市議会議員）とお笑いコンビ・ファニーズを結成。沖縄県主催の「パフォーマンス大賞」に優勝したことを機に、沖縄県内でテレビ・ラジオ・CMと人気を博しお茶の間の人気者となる。
またコンビでの活動にとどまらず、沖縄に「お笑い」というジャンルを根付かせようと、「FEC」を原型にして、1993年4月に芸能事務所FECオフィスを設立。10月に芸人が所属する団体「演芸集団フリーエンジョイカンパニー」を旗揚げし、1990年代の沖縄の芸能に新しい風を吹かす。だが人気絶頂の中、1996年8月に過労のために急逝。FECオフィスは実弟の智二が引き継いだ。